# Ardèche
Ardèche ( fransk udtale ?) er et fransk departement i regionen Rhône-Alpes. Hovedbyen er Privas, og departementet har 286.023 indbyggere (1999).
Der er 3 arrondissementer, 17 kantoner og 339 kommuner i Ardèche.